# リターン・トゥ・ゼロ
『リターン・トゥ・ゼロ』（原題：Return to Zero）はスウェーデンのハードロック・バンドスピリチュアル・ベガーズが2010年に発表した作品である。

## 概要
前作より約5年振りに発表された通算7枚目のスタジオ・アルバムで、今作よりボーカルがJBからアポロ・パパサナシオに交代している。収録曲の一部は過去のアルバムのために作られた未発表曲の改作で、「スター・ボーン」は『オン・ファイア』（2002年）、「ケイオス・オブ・リバース」はアルバム『ディーモンズ』（2005年）制作時に作られた。

## 収録曲
| #         | タイトル                                                | 作詞                                                     | 作曲                                     |       |
| --------- | ------------------------------------------------------- | -------------------------------------------------------- | ---------------------------------------- | ----- |
| 1.        | 「リターン・トゥ・ゼロ - Return to Zero (Intro)」       |                                                          | ペル・ヴィバリ                           |       |
| 2.        | 「ロスト・イン・イエスタデイ - Lost in Yesterday」      | マイケル・アモット                                       | アモット                                 |       |
| 3.        | 「スター・ボーン - Star Born」                          | アモット                                                 | アモット、ヴィバリ、ラドウィグ・ヴィット |       |
| 4.        | 「ケイオス・オブ・リバース - Chaos of Rebirth」         | アンジェラ・ゴソウ                                       | アモット                                 |       |
| 5.        | 「ウィー・アー・フリー - We are Free」                  | アモット                                                 | アモット                                 |       |
| 6.        | 「スピリット・オブ・ザ・ウィンド - Sprit of the Wind」  | アモット                                                 | アモット                                 |       |
| 7.        | 「カミング・ホーム - Coming Home」                      | アモット                                                 | アモット                                 |       |
| 8.        | 「コンクリート・ホライズン - Concrete Horizon」         | アモット                                                 | アモット                                 |       |
| 9.        | 「ア・ニュー・ドーン・ライジング - A New Dawn Rising」  | アモット                                                 | アモット                                 |       |
| 10.       | 「ビリーヴ・イン・ミー - Believe in Me」                | アモット                                                 | アモット                                 |       |
| 11.       | 「デッド・ウェイト - Dead Weight」                      | ヴィバリ                                                 | ヴィバリ                                 |       |
| 12.       | 「ロード・レス・トラベルド - The Road Less Travelled」  | アモット                                                 | アモット                                 |       |
| 13.       | 「生きる - Time to Live」(ユーライア・ヒープのカヴァー) | ケン・ヘンズレー、ミック・ボックス、デヴィッド・バイロン | ヘンズレー、ボックス、バイロン           |       |
| 合計時間: | 合計時間:                                               | 合計時間:                                                | 合計時間:                                | 51:07 |

## 演奏
- マイケル・アモット - ギター、マンドリオン
- ラドウィグ・ヴィット - ドラムス、パーカッション
- ペル・ヴィバリ - キーボード
- シャーリー・ダンジェロ - ベース
- アポロ・パパサナシオ - ボーカル